# Nature morte de fleurs, de coquillages, de tête de requin et de pétrifications
Nature morte de fleurs, de coquillages, de tête de requin et de pétrifications est un tableau réalisé par le peintre français Antoine Berjon en 1819.
Le tableau fait partie depuis 1981 des collections du Philadelphia Museum of Art où il est visible au troisième étage du bâtiment principal, dans la galerie 399 consacrée à l'art européen de la période 1500-1850.

## Historique
Le tableau a été acquis par P. & D. Colnaghi and Co., lors d'une vente aux enchères organisée par Sotheby's, à Londres, le 26 novembre 1980. Il a été ensuite vendu au Philadelphia Museum of Art avec la collection Edith H. Bell le 26 octobre 1981. Sotheby's n'a aucune trace des propriétaires antérieurs (communication du 28 janvier 2004, dossier curatorial), ni Colnaghi (lettre du 27 juillet 2005).

## Description
Cette peinture à l'huile sur toile de 108 × 87,8 cm montre, dans une étonnante promiscuité, différents éléments que l'artiste a réunis pour surprendre. Sur la droite de l'image, on peut voir deux vases en grès, l'un vert au premier plan contient des roses emballées dans une feuille de papier et un second, de couleur beige clair au second plan, contient un bouquet de fleurs composé d'un assemblage de différentes fleurs (notamment des roses, des pivoines, des tulipes, des jonquilles, des narcisses) qui s'entremêlent avec les roses du premier vase, tandis que sur la gauche du tableau sont représentés des coquillages, une branche de corail et un squelette de tête de requin. L'ensemble est posé sur une commode en bois dont le tiroir est entrouvert.